# Mihai Roman (cầu thủ bóng đá, sinh 1992)
Mihai Alexandru Roman (phát âm tiếng Romania: [miˈhaj alekˈsandru ˈroman]; sinh ngày 31 tháng 5 năm 1992) là một cầu thủ bóng đá người România thi đấu chủ yếu ở vị trí Tiền đạo cho Poli Timișoara, theo dạng cho mượn từ Universitatea Craiova.

## Sự nghiệp quốc tế
Roman thi đấu cho România tại Giải bóng đá U-19 vô địch châu Âu 2011.
Vào ngày 10 tháng 9 năm 2013, anh ghi 2 bàn cho đội tuyển U-21 trong trận đấu trước Montenegro.

## Thống kê sự nghiệp
| Câu lạc bộ            | Mùa giải            | Giải vô địch | Giải vô địch | Cúp     | Cúp       | Cúp Liên đoàn | Cúp Liên đoàn | Châu Âu | Châu Âu   | Khác    | Khác      | Tổng cộng | Tổng cộng | Tổng cộng |
| Câu lạc bộ            | Mùa giải            | Số trận      | Bàn thắng    | Số trận | Bàn thắng | Số trận       | Bàn thắng     | Số trận | Bàn thắng | Số trận | Bàn thắng | Số trận   | Bàn thắng |           |
| --------------------- | ------------------- | ------------ | ------------ | ------- | --------- | ------------- | ------------- | ------- | --------- | ------- | --------- | --------- | --------- | --------- |
| Universitatea Craiova | 2009–10             | 2            | 0            | 0       | 0         | -             | -             | -       | -         | -       | -         | 2         | 0         |           |
| Universitatea Craiova | 2010–11             | 6            | 0            | 1       | 1         | -             | -             | -       | -         | -       | -         | 7         | 1         |           |
| Tổng cộng             | Tổng cộng           | 8            | 0            | 1       | 1         | -             | -             | -       | -         | -       | -         | 9         | 1         |           |
| Petrolul Ploiești     | 2011–12             | 15           | 0            | 3       | 0         | -             | -             | -       | -         | -       | -         | 18        | 0         |           |
| Tổng cộng             | Tổng cộng           | 15           | 0            | 3       | 0         | -             | -             | -       | -         | -       | -         | 18        | 0         |           |
| Universitatea Cluj    | 2012–13             | 1            | 0            | 1       | 0         | -             | -             | -       | -         | -       | -         | 2         | 0         |           |
| Tổng cộng             | Tổng cộng           | 1            | 0            | 1       | 0         | -             | -             | -       | -         | -       | -         | 2         | 0         |           |
| Turnu Severin         | 2012–13             | 12           | 3            | -       | -         | -             | -             | -       | -         | -       | -         | 12        | 3         |           |
| Tổng cộng             | Tổng cộng           | 12           | 3            | -       | -         | -             | -             | -       | -         | -       | -         | 12        | 3         |           |
| Săgeata Năvodari      | 2013–14             | 21           | 3            | 0       | 0         | -             | -             | -       | -         | -       | -         | 21        | 3         |           |
| Tổng cộng             | Tổng cộng           | 21           | 3            | 0       | 0         | -             | -             | -       | -         | -       | -         | 21        | 3         |           |
| Pandurii Târgu Jiu    | 2014–15             | 32           | 16           | 2       | 0         | 4             | 1             | -       | -         | -       | -         | 38        | 17        |           |
| Pandurii Târgu Jiu    | 2015–16             | 5            | 2            | 0       | 0         | 0             | 0             | -       | -         | -       | -         | 5         | 2         |           |
| Tổng cộng             | Tổng cộng           | 37           | 18           | 2       | 0         | 4             | 1             | -       | -         | -       | -         | 43        | 19        |           |
| Tổng cộng sự nghiệp   | Tổng cộng sự nghiệp | 77           | 24           | 7       | 1         | 4             | 1             | -       | -         | -       | -         | 105       | 26        |           |

Thống kê chính xác đến trận đấu diễn ra ngày 13 tháng 8, 2015